# Hrabstwo Carlisle
Carlisle – hrabstwo położone w Stanach Zjednoczonych, w stanie Kentucky. Siedzibą hrabstwa jest Bardwell.
Hrabstwo Carlisle zostało ustanowione w 1886 roku.
Hrabstwo należy do nielicznych hrabstw w Stanach Zjednoczonych należących do tzw. dry county, czyli hrabstw gdzie decyzją lokalnych władz obowiązuje całkowita prohibicja.

## Miasta
- Arlington
- Bardwell